# Ерик Земур
Ерик Жустин Леон Земур (фр. Éric Justin Léon Zemmour; Монтреј, 31. август 1958) француски је политичар. Политички је новинар, писац и политичар са екстремно десничарском конзервативном националистичком идеологијом. Лидер политичке партије Реконкет од 5. децембра 2021. 
Био је уредник и панелиста у дневној емисији „Face à l'Info“, која се емитује на француском каналу „CNews“ од 2019. до 2021. године. Кандидат је на француским председничким изборима 2022. године. 